# ایستگاه اوداته
ایستگاه اوداته (انگلیسی: Ōdate Station) یک ایستگاه قطار در اوداته، آکیتا، ژاپن، که توسط شرکت راه‌آهن شرق ژاپن (JR East) اداره می‌شود.

## مجسمه هاچیکو
سگ وفادار هاچیکو یک سگ آکیتا (سگ) نر است که در روستای نیتا، منطقه کیتاآکیتا (شمال آکیتا) (شهر کنونی اوداته، آکیتا) به دنیا آمد و در ۱۴ ژانویه ۱۹۲۴ (۱۳ تایشو) با قطار باربری از این ایستگاه به توکیو حمل شد. از آنجایی که او بعدها به دلیل وفاداری به استادش مشهور شد. زمانی که زادگاهش اوداته متوجه شد که مجسمه برنزی سگ وفادار هاچیکو در ایستگاه شیبویا نصب خواهد شد، داوطلبان مجسمه ای از همان نمونه اولیه مجسمه سگ وفادار هاچیکو شیبویا را در مقابل ایستگاه اوداته ساختند. مراسم رونمایی در ایستگاه در ماه مارس ۱۹۳۵ در همان ماه و سال درگذشت (مرگ ۸ مارس ۱۹۳۵) وی برگزار شد.
مجسمه سگ آکیتا مانند شیبویا مورد علاقه بسیاری از مردم به عنوان نماد شهر بود، اما در سال ۱۹۴۴، مانند مجسمه برنزی در شیبویا، به دلیل دستور جمع‌آوری فلزات در جنگ اقیانوس آرام برای اهدای فلز بازیابی شد. پس از جنگ، در اوت ۱۹۴۵، مجسمه در مقابل ایستگاه شیبویا بازسازی و نصب شد، اما بازسازی مقابل ایستگاه اوداته محقق نشد. مدت‌ها بعد، در ماه مه ۱۹۶۰، یک «مجسمه سگ آکیتا» در مقابل ایستگاه اوداته نصب شد که بر روی سگ وفادار هاچیکو در هنگام جوانی تمرکز داشت.
پس از جنگ، مجسمه ای از گروه سگ‌های آکیتا در سال ۱۹۶۴ در مقابل ایستگاه نصب شد.
در سال ۱۹۸۲، ۵۰ سال پس از مرگ هاچیکو، انجمن گردشگری شهر اوداته، آکیتا گروهی را برای بازسازی مجسمه هاچیکو، سگ وفادار تشکیل داد و طیف گسترده‌ای از فعالیت‌های جمع‌آوری کمک‌های مالی را برای بازسازی مجسمه انجام داد. ۱۴ نوامبر ۱۹۸۷: مجسمه برنزی هاچی در مقابل ایستگاه قطار اوداته بازسازی شد و مراسم رونمایی انجام شد.
علاوه بر این، به مناسبت اکران فیلم «هاچیکو مونوگاتاری» در سال ۱۹۸۷، اتاق بازرگانی و صنعت اوداته مجسمه هاچیکو از فوم استایروفوم (foamed styrol) را ساخت که به ایستگاه اهدا شد و در بهار ۱۹۸۹ به عنوان «معبد هاچیکو» در محل نصب شد. این مجسمه بزرگ و تقریباً ۲ متر ارتفاع و عمق داشت. با این حال، از آنجایی که از استایروفوم ساخته شده بود، شروع به خراب شدن کرد و یک مجسمه برنزی نسل دوم با کمک‌های اهدایی «مجسمه برنزی سگ وفادار هاچیکو و انجمن نگهداری از مجسمه گروه آکیتا اینو» ساخته شد. معبد هاچیکو نیز در همین راستا بازسازی شد و مراسم در ۱۴ اکتبر ۲۰۰۹ برگزار شد. این مجسمه ۸۵ سانتی‌متر ارتفاع و ۴۰ سانتی‌متر عرض و ۹۰ سانتی‌متر عمق دارد و پایه و قاب و تابلوی اطلاعات مبدأ از سنگ توف (سنگ) ساخته شده‌است.
در آوریل ۲۰۱۹، هنگامی که مرکز تبادل توریست [آکیتا اینو نو ساتو] در مقابل ایستگاه اوداته ساخته شد، مجسمه برنزی نیز در مقابل ورودی اصلی جابجا شد.
در حال حاضر، روبروی خانه سایتو نخستین صاحب هاچیکو در اوگونای، شهر اوداته، بنای سنگی وجود دارد که روی آن نوشته شده‌است: «زادگاه هاچیکو، سگ وفادار».